# 名城バイパス
名城バイパス（なしろバイパス）は沖縄県糸満市真栄里から南波平までの国道331号のバイパスである。

## 概要
この区間は旧道がカーブがありかつ道幅が狭くあまり道路状況がよくないことから計画されたもので、1979年に事業化、1987年に用地買収開始、1990年に着工、1994年12月に開通した。糸満市真栄里から先は沖縄西海岸道路糸満道路にそのまま接続され、同道路全線開通後は真栄里を境に那覇市・那覇空港方面の同道路から4車線、平和祈念公園・南城市方面の本バイパスから2車線となった。また並行する旧道については小波蔵 - 南波平の区間が2001年に糸満市道に降格され、残りの真栄里 - 小波蔵の区間も2006年に同じく糸満市道に降格した（これにより小波蔵で交差する沖縄県道3号線は県道以上の幹線道路に交差されない県道となった）。

### 路線データ
- 区間・糸満市字真栄里 - 南波平
- 実延長・2.5km
- 道路規格・第3種2級
- 設計速度・60km/h（制限速度は50km/h、南波平の終点部の一部のみ40km/h）
- 車線数・2車線